# モンスターハンター (漫画)
『モンスターハンター』(MONSTER HUNTER)は、原作：飯塚幸弘、漫画：平松伸二による日本の漫画作品。1987年の『週刊少年ジャンプ』増刊1987 Autumn Special（集英社）に掲載された。

## 概要
本作は、飯塚幸弘のコミックライター金賞受賞作品『モンスターハンター』を、平松伸二が漫画化したものである。本作の雑誌掲載以降も同じ原作・漫画タッグにて『モンスターハンターII』と『モンスターハンターIII』が発表された。

## 登場人物
シバァ
物語の主人公で、化け物退治を専門とする「モンスターハンター」。2mの巨漢で、車を軽々と抱えるほどの筋力と鎧のように堅い肉体を持つ。生まれた頃より全身に108箇所の傷を持ち(1話の時点では80までに減っている)、定期的に焼印のようにシバァを苦しめ、モンスターを倒す毎に傷が消える。
武器は巨大な「カタール」を双剣として使用し、チャクラを覚醒させる事により超人的な力を発揮する他、ある程度の治癒能力も持つ。

## モンスター
蛇男
第一話の冒頭でシバァに倒された化け物で、人間の体形に蛇のように長い尻尾を持つ。シバァにとって28匹目に倒した化け物となった。
熊男
3000年前より真住村を影から支配してきた熊の化け物「熊神一族」の生き残りで、113年前から地主である傍ら真住村の村長として村を支配してきた。
妾に産ませ、その妾が死んで邪魔だと山に捨てた息子・次郎が遺伝子により熊男じみた体形になり、急激な道路工事による山の不作により村の家畜にまで手をかけたため、村長はシバァに真実を伏せたまま次郎の討伐を依頼した。
誤って次郎を手にかけ、父親の遺伝であのような体形になり、村長が熊男だと判断したシバァはメタモルフォーゼ(変身)した熊男と対決、苦戦の末討伐した。
獣王虎
虎型の獣人で、桁外れの怪力と俊足と嗅覚、そして1年毎に生え変わる度に硬くなる鋼の体毛を持つ。1年前にシバァと相見え追跡を逃れ、とある町で途方に暮れていた所を定年間近の駅長夫婦と出会い、見ず知らずの自分を暖かく迎え、実の息子のように可愛がってもらったことで獣王虎は「優しさ」を知ったが、不運にも火の不始末による火事で駅長夫婦は死亡、その生命保険の受取人が自分になっている事を知った獣王虎は生まれて初めて涙を流し、今までの贖罪も込めて町の人間のために人間・「村井信平」として生きていこうと決意した。
人間として幸せな日々を過ごしてきたが、魔魅夜が近づき最初は自分と同類だと戦慄したが、やがて魔魅夜に愛が芽生え、人間を襲わないと判断した獣王虎は2人でひっそりと過ごそうと決意した。しかし魔魅夜に憎悪を抱いた依頼人により殺害され、人間に対する憎悪で再び獣人としてシバァと対決、死闘の末に倒され、魔魅夜に寄り添うように息を引き取った。
獣王虎は駅長夫婦に対する恩義は最後まで忘れず墓に毎週訪ねていたことから、シバァは獣王虎と魔魅夜の遺骨を駅長夫婦の墓に弔った。その途中で家族のように幸せそうに歩く4人の幻を見、シバァはそれが獣王虎の望んだ「夢」だと悟った。
魔魅夜
カルシウム欠乏症による突然変異した女性の化け物で、カルシウムしか食する事が出来ず、その美貌を利用し男を誘って口付けをしては、そこから男の頭蓋骨を吸い出し食する。
「宝生凶子」として信平に近づき頭蓋骨を食しようとしたが、接する内に「愛」に目覚め、信平に別れを告げその場を去る。その先でシバァと出会い、手にかかる覚悟をしていたが、シバァは魔魅夜は二度と人を襲わずそのまま餓死するつもりだと判断し、「愛を知った怪物は、怪物ではない」とその場を去ろうとした。しかし憎悪を抱いていた依頼人の女性は魔魅夜に銃を向け、魔魅夜もそれで今までの罪を償おうと挑発し、依頼人は銃を乱射、駆けつけた信平に正体を見られるもそれでも愛していると告げられ、信平に看取られながら安らかに息を引き取った。
死海獣
半漁人で、人間から骨(カルシウム)のみを吸い出し鱗を硬質化させ、酸性の液を吐き出し、腕の皮膚をブレード状に硬質化させる事もできる。
普段は水産会社の社長として世間を欺き、自分の住みやすい環境にすべく工場の廃液をわざと排出させ近海を汚染させていた。
最後は町に来ていたシバァと対決、自分に有利な水深100mでの闘いの中でチャクラを発動させたシバァに敗れた。

## モンスターハンターシリーズ
- 『モンスターハンター』 - 週刊少年ジャンプ増刊1987 Autumn Special掲載
- 『モンスターハンターII』 - 週刊少年ジャンプ増刊1988 Winter Special掲載
- 『モンスターハンターIII』 - 週刊少年ジャンプ1988年30号掲載

## 単行本
モンスターハンター 平松伸二短編集
1989年6月発売。ISBN 978-4088712703。
モンスターハンターシリーズ全3話と『モモタロー'87』（漫画：平松伸二、週刊少年ジャンプ増刊1987 Summer Special掲載）を収録。